# Reto Hug
Reto Hug (Grabs, 24 gennaio 1975) è un triatleta svizzero.

## Carriera
Ha vinto nel 1999 i campionati europei di triathlon di Funchal.

## Titoli
- Campione europeo di triathlon (Élite) - 1999